# Paul Rein
Paul Rein, egentligen Pauli Kaj Olavi Reinikainen, född 20 maj 1965 i Järfälla norra kyrkoboksföringsdistrikt, Stockholms län, är en svensk sångare. 

## Biografi
1984 släppte Rein singeln Sex som uppfattades som kontroversiell på grund av de tydliga sexuella anspelningarna. Singeln spelades däremot ofta på discotek och nattklubbar. 
1985 kom hans singel Ge mig en chans/Hold Back Your Love, producerad av Christer Sandelin och Tommy Ekman, året efter kom det engelskspråkiga albumet Communicate. En  hit på trackslistan var singeln "Stop! Give It Up".
Han deltog i den svenska Melodifestivalen 1988 med melodin Bara du och jag, som slutade på sjunde plats. 
Tillsammans med Johan Åberg skrev han en listetta åt Christina Aguilera med Come on over (All I want is you). Han har även skrivit hitlåtar till Jessica Simpson, Victoria Beckham, Mandy Moore, H & Claire, No angels och Nikki Webster.
Tillsammans med Lars Erlandsson och Fredrik Lenander skrev Paul Bubbles låt TKO (Knock You Out) som tävlade i Melodifestivalen 2003 som hamnade på nionde plats i finalen med 10 poäng.
Han är gift med Marie Reinikainen, som är mamma till Sebastian Ingrosso. Hans dotter Joanna är elektro-artisten Rein.

## Källa
1. 1 2  Sveriges befolkning 2000, Sveriges Släktforskarförbund, 2020, läst: 31 december 2022.[källa från Wikidata]
2. ↑  Sveriges befolkning
2000:
Reinikainen, Pauli Kaj Olavi
(1965-05-20)
Försäkringskassan, uttag avseende 20001231 (2014)
3. ↑  ”Paul Rein ”Dance Tracks””. Beatbox.se. 27 augusti 2013. http://www.beatbox.se/2013/08/27/paul-rein-dance-tracks-och-lite-nytt/. Läst 28 juli 2017.